# Hakoah Amidar Ramat Gan Football Club
O Hakoah Amidar Ramat Gan Football Club (em hebraico, מועדון כדורגל הכח עמידר רמת גן) é um clube israelense de futebol com sede em Ramat Gan, fundado em 1959. O estádio onde manda os seus jogos é o Winter Stadium, com capacidade para 8.000 pessoas.

## Títulos
- Campeonato Israelense: 1964-65, 1972-73
- Segunda Divisão: 1978-79, 2007-08
- Terceira Divisão: 2002-03
- Copa do Estado de Israel: 1969, 1971
- Copa Toto: 1995-96, 1996–97, 1998–99

## Elenco atual
Atualizado em janeiro de 2013
Nota: Bandeiras indicam equipe nacional, conforme definido pelas regras de elegibilidade da FIFA. Os jogadores podem ter mais de uma nacionalidade não-FIFA.
| N.º |         | Posição | Jogador        |
| --- | ------- | ------- | -------------- |
| 1   | Israel  | G       | Dean Azulai    |
| 2   | Israel  | D       | Adi Tamir      |
| 3   | Israel  | D       | Amash Mantzur  |
| 4   | Nigéria | M       | Michael Tukura |
| 5   | Israel  | D       | Haim Malka     |
| 7   | Israel  | A       | Shlomi Levi    |
| 8   | Israel  | M       | Obedia Khateb  |
| 9   | Israel  | A       | Niv Ben David  |
| 10  | Israel  | M       | Moshe Ben Lulu |
| 11  | Israel  | M       | Or Giro        |
| 14  | Israel  | M       | Amir Lavi      |
| 15  | Israel  | D       | Roman Malchov  |

| N.º |         | Posição | Jogador            |
| --- | ------- | ------- | ------------------ |
| 16  | Nigéria | M       | Chimezie Mba       |
| 17  | Israel  | M       | Maor Lankri        |
| 18  | Nigéria | A       | Ezenwa Otorogu     |
| 19  | Israel  | D       | Omer Rafas         |
| 20  | Israel  | D       | Uri Magabo         |
| 22  | Israel  | G       | Arik Yanko         |
| 23  | Israel  | M       | Gal Gamli'el       |
| 25  | Israel  | M       | Gal Levy           |
| 26  | Nigéria | D       | Calistus Ugochukwu |
| 27  | Israel  | D       | Sebi Shaulov       |
| 30  | Israel  | M       | Shlomi Shayek      |